# LIMIT CONTROL
『LIMIT CONTROL』（リミット・コントロール）は、Λuciferの1枚目のアルバム。

## 概要
- デビューから約3ヵ月後にリリースされた1stアルバム。オリコン6位を記録した。

## 収録曲
1. LEGEND
  - 作曲:TAIZO
2. 堕天使BLUE
  - 作詞:森 雪之丞 作曲:TAKUYA

1枚目のシングル。
3. PLASMAGIC
  - 作詞:森 雪之丞 作曲:CHISATO

「Cの微熱」のカップリング曲。
4. 世界で一番キレイなモノ
  - 作詞:森 雪之丞 作曲:TAKUYA
5. Cの微熱
  - 作詞:森 雪之丞 作曲:CHISATO

2枚目のシングル。
6. Silent Melody
  - 作詞:森 雪之丞 作曲:TAKUYA

「堕天使BLUE」のカップリング曲。
7. DUMMY
  - 作詞:森 雪之丞 作曲:TAKUYA
8. Midnight Crow
  - 作詞:森 雪之丞 作曲:IPPEI
9. 抱きしめる他に何が出来るんだろう?
  - 作詞:森 雪之丞 作曲:IPPEI